# 巴恩斯維爾 (明尼蘇達州)
巴恩斯維爾（英語：Barnesville）是一個位於美國明尼蘇達州克萊縣的城市。

## 人口
根據2020年美國人口普查的數據，巴恩斯維爾的面積為5.54平方千米，當中陸地面積為5.49平方千米，而水域面積為0.05平方千米。當地共有人口2759人，而人口密度為每平方千米498人。